# Vigilante 8 Arcade
Vigilante 8 Arcade (também conhecido como V8 Arcade) é um jogo de combate de veículos desenvolvido pela Isopod Labs e publicado pela Activision. O jogo foi anunciado no dia 14 de fevereiro de 2008 e lançado em 05 de novembro de 2008 para Xbox Live Arcade do Xbox 360. A Isopod Labs foi formada por três ex-membros da Luxoflux, desenvolvedores da série original de Vigilante 8. Vigilante 8 Arcade é um remake de Vigilante 8, com alguns elementos e características do Vigilante 8 original também incluindo um modo Arcade on-line para até oito jogadores. O jogo tem múltiplos reviews.
Arcade V8 recebeu diversas críticas. Pontuação global média 58 de 100 na Metacrítica e 59% nos GameRankings. Os críticos tiveram uma opinião dividida, vários críticos sentiram que o jogo foi bem ajustado para a Xbox Live, com um críticos, inclusive chamando-lhe de "um regresso glorioso para uma simples idade de jogo." Outros elogiaram os componentes multiplayer online do jogo  e o sistema de atualização de saves do jogo. Alguns críticos, no entanto, sentiram que as características físicas dos veículos deixaram a desejar.

## Personagens
Oito personagens estão disponíveis no início do jogo, semelhante ao Vigilante 8 original, cada um com cinco cores diferentes para escolher. Há também um personagem habilitável e DLC (conteúdo para download) com mais personagens. Uma vez que o jogador tenha concluído o modo de história, o modelo de um veículo do Vigilante 8 original do PlayStation será desbloqueado e jogável em todos os modos de jogo.
| Vigilantes                                                        | Vigilantes                                                   |
| ----------------------------------------------------------------- | ------------------------------------------------------------ |
| - Convoy no Mammoth - John Torque no Jefferson - Dave no Groovan  | - Chassey Blue no Piranha - Sheila no Strider                |
| Coyotes                                                           |                                                              |
| - Sid Burn no Manta - Boogie no Leprechaun - Molo no Incarcerater | - Beezwax no Stag - Loki no Groundhog - Houston no Towmaster |
| Independentes                                                     |                                                              |
| - Y the Alien na Saucer                                           |                                                              |